# عبد الله محمد التوم
عبد الله محمد التوم هو سياسي سوداني. كان شيخ العركيين (قبيلة). كان مزارعاً مستأجراً كبيراً في مشروع الجزيرة. في الانتخابات البرلمانية لعام 1953، تم إنتخابه لمجلس النواب في مدني كمرشح الحزب الوطني الاتحادي.